# Fills de Satanàs
Fills de Satanàs (en alemany: Satans Kinder) és una novel·la de l'autor polonès Stanisław Przybyszewski, publicada per primera vegada en alemany el 1897. És reconeguda com la primera novel·la satànica polonesa. Després de la seva publicació, el cercle d'artistes al voltant de Przybyszewski va començar a ser conegut com els "Fills de Satanàs".

## Trama
En una petita ciutat desprevinguda, un grup d’anarquistes desencadena un veritable regnat de terror. Al capdavant hi ha Gordon, una figura carismàtica i enigmàtica que, amb astúcia, construeix una xarxa d’influència al seu voltant. S’envolta de joves perduts, vulnerables i mancats de rumb, ànimes a la deriva que cerquen sentit a les seves vides. Preses fàcils per a la manipulació, acaben convertint-lo en el seu guia i referent. Gordon no es limita a sembrar el caos: amb una ambició més fosca, aspira a erigir un nou ordre, fonamentat en uns ideals profundament destructius i gairebé demoníacs.